# Санарика
Сана̀рика (на италиански: Sanarica) е село и община в Южна Италия, провинция Лече, регион Пулия. Разположено е на 78 m надморска височина. Населението на общината е 1482 души (към 2013 г.).